# 17305 Caniff
17305 Caniff là một tiểu hành tinh vành đai chính được phát hiện ngày 24 tháng 9 năm 1960 bởi C. J. van Houten và I. van Houten-Groeneveld.
Nó có Quỹ đạo lệch tâm là 0.136 và chu kỳ quỹ đạo là 2921.4 ngày (8.00 năm). Caniff có vận tốc quỹ đạo là 14.891 km/s và độ nghiên quỹ đạo là 6.686°.
Nó được đặt theo tên Milton Caniff, Hoa Kỳ cartoonist.